# Zatoka San Diego
Zatoka San Diego – zatoka i naturalny port położony w hrabstwie San Diego w Kalifornii, w pobliżu granicy amerykańsko-meksykańskiej. Zatoka ma 19,31 km długości i od 1,6 do 4,8 km szerokości. Silnie zurbanizowany teren przylegający do zatoki obejmuje San Diego, National City, Chula Vista, Imperial Beach i Coronado.
Uważana za jeden z najlepszych naturalnych portów na zachodnim wybrzeżu Ameryki Północnej, została skolonizowana przez Hiszpanię w 1769 roku. Później służyła jako kwatera główna dużych okrętów Marynarki Wojennej Stanów Zjednoczonych na Pacyfiku, przestała nią być przed przystąpieniem Stanów Zjednoczonych do II wojny światowej, kiedy to nowo zorganizowana główna baza Floty Pacyfiku Stanów Zjednoczonych została przeniesiona do Pearl Harbor na Hawajach. Mimo tego, zatoka San Diego pozostaje portem macierzystym dla części Floty Pacyfiku Stanów Zjednoczonych, w tym kilku lotniskowców.

## Port
Port w San Diego posiada dwa terminale przeładunkowe oraz dwa terminale pasażerskie. Drugi terminal statków wycieczkowych został otwarty w grudniu 2010 roku. Port obsługuje rocznie ponad 3 miliony ton ładunków. Terminal statków wycieczkowych obsługiwał ponad 250 zawinięć statków rocznie, w sumie ponad 800 000 pasażerów w szczytowym momencie w 2008 roku, od tego czasu liczba zawinięć statków spadła do około 100 rocznie z powodu wycofania regularnych usług przez główne linie wycieczkowe. 

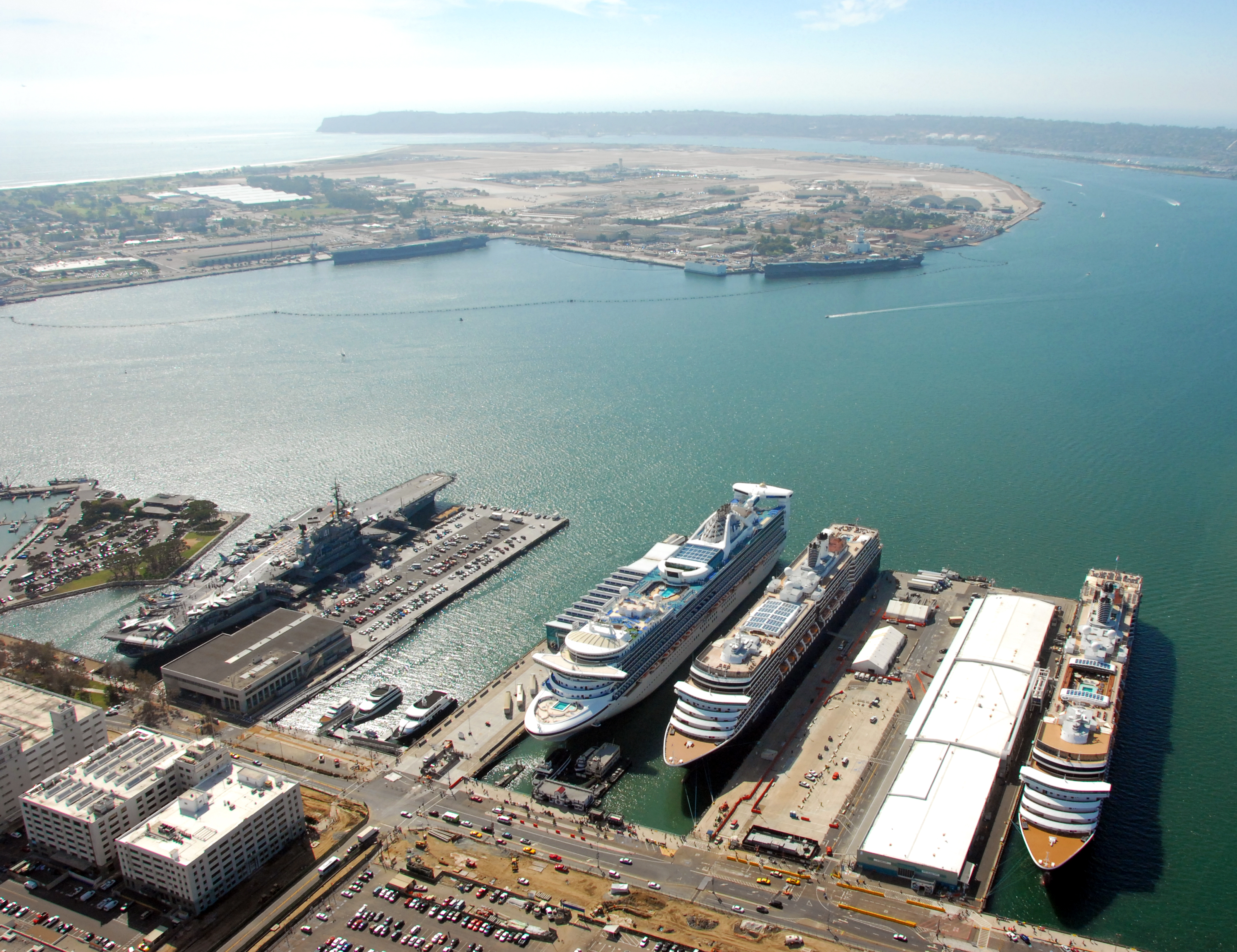
Statki wycieczkowe w porcie

General Dynamics' National Steel and Shipbuilding Company (NASSCO), jedyna stocznia na zachodnim wybrzeżu zdolna do budowy i naprawy dużych statków oceanicznych, znajduje się w pobliżu mostu San Diego-Coronado po stronie San Diego. Międzynarodowe lotnisko w San Diego również sąsiaduje z zatoką.

## Most San Diego-Coronado
Zatokę łączy most San Diego-Coronado, zbudowany w 1969 roku. Most wznosi się na wysokość 200 stóp nad wodą, dzięki czemu statki Marynarki Wojennej mogą pod nim przepływać. (Jednak pionowy prześwit jest niewystarczający dla lotniskowców klasy Nimitz, dlatego są one zacumowane na północ od mostu.) Most był pierwotnie płatnym mostem, pobór opłat został zniesiony w 2002 r., kiedy kredyty na budowę mostu zostały w całości spłacone. 

## Bazy marynarki wojennej

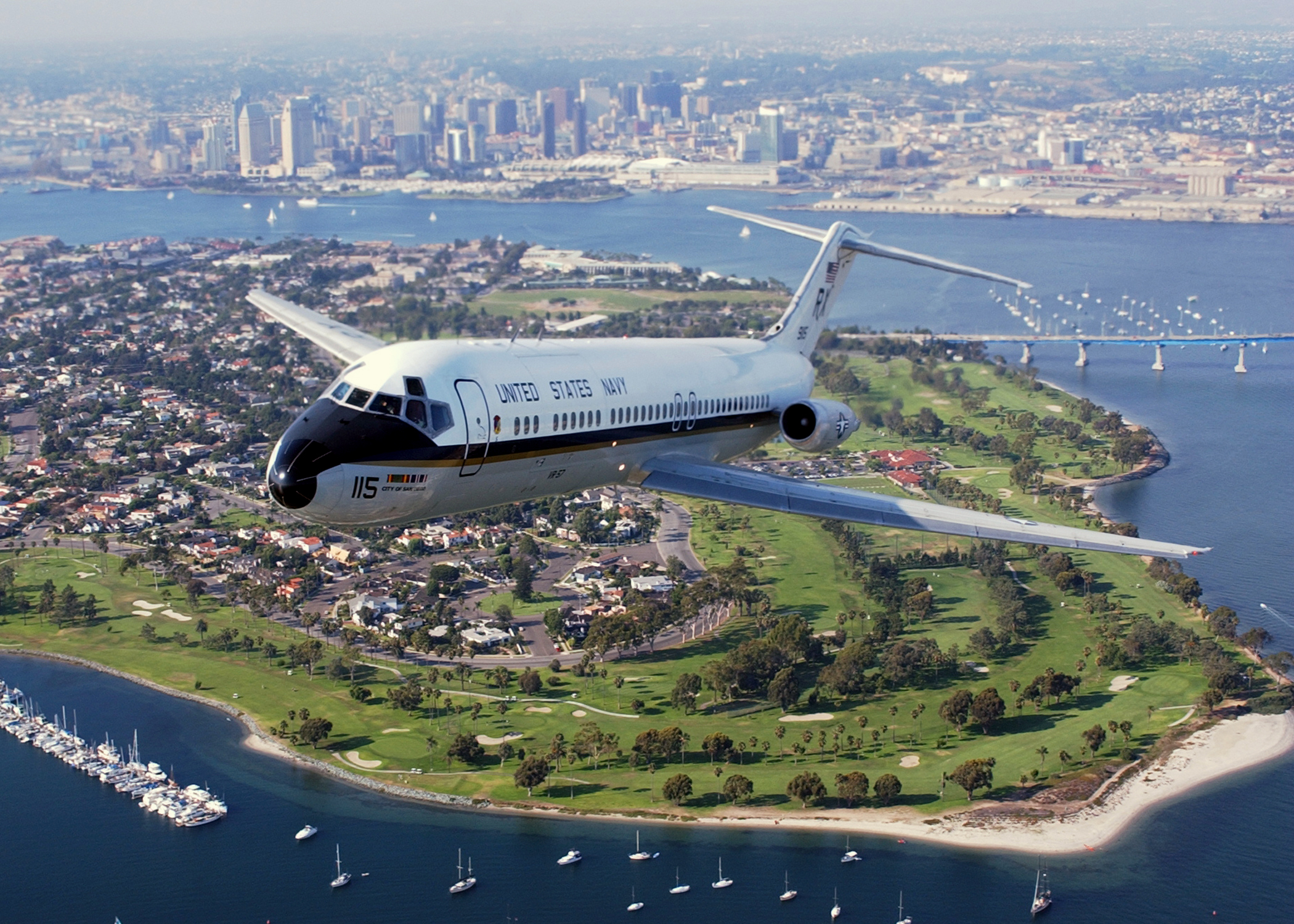
Samolot lecący nad zatoką

Zachodnią granicę zatoki chroni przed Oceanem Spokojnym długi, wąski pas lądu zwany Silver Strand. Północny kraniec Silver Strand rozszerza się i przechodzi w North Island, gdzie zlokalizowana jest Naval Base Coronado (port macierzysty kilku lotniskowców, w tym USS Theodore Roosevelt). US Navy ma dwie inne bazy w zatoce: Naval Station San Diego, Naval Base Point Loma w Ballast Point, która jest bazą atomowych okrętów podwodnych.   W okolicy znajduje się kilka innych baz marynarki wojennej, a jeszcze więcej istniało wcześniej, ale zostały zamknięte. Korpus Piechoty Morskiej Stanów Zjednoczonych posiada punkt rekrutacyjny w pobliżu zatoki San Diego.

## Ekologia
Na płytkim południowym krańcu zatoki znajdują się stawy odparowujące sól z wody morskiej. Słone stawy, Sweetwater Marsh i inne obszary zatoki wchodzą w skład Narodowego Rezerwatu Przyrody San Diego. Obszar ten obejmuje również największe watty w południowej Kalifornii. Zatoka jest ważnym przystankiem na Pacific Flyway dla migrujących ptaków, na jej terenie znajduje się wiele zagrożonych gatunków roślin i zwierząt.  Już w latach czterdziestych XIX wieku udokumentowano obecność wielorybów w zatoce zimą. W 1858 r. w San Diego zaczęły działać stacje wielorybnicze, które zakończyły działalność w 1886 roku.

### Zanieczyszczenia
Źródła zanieczyszczeń w Zatoce obejmują spływy wód burzowych i odpady morskie pochodzące z żeglugi handlowej i wojskowej oraz przemysłu stoczniowego. Miasto San Diego wydało miliony dolarów na próby oczyszczenia zanieczyszczeń, szczególnie na odcinku wschodniego wybrzeża, zwanym Shipyard Sediment Site.  W 2009 roku miasto i San Diego Unified Port Authority złożyły pozwy przeciwko kilku dużym firmom żeglugowym, aby odzyskać część kosztów tych działań naprawczych. W 2014 roku miasto osiągnęło porozumienie z Regionalnym Zarządem Kontroli Wodnej San Diego, aby zapłacić grzywnę w wysokości prawie 1 miliona dolarów za naruszenia dotyczące wód burzowych. W 2015 roku miasto i Port złożyły pozew przeciwko firmie Monsanto, której produkty zawierające polichlorowane bifenyle (PCB) są przyczyną zanieczyszczenia Zatoki i terenów przypływowych. 

## Traktat z Guadalupe Hidalgo
Zatoka San Diego (jako „Port San Diego”) jest wymieniona w traktacie z Guadalupe Hidalgo jako najbardziej wysunięty na zachód punkt orientacyjny użyty przy ustaleniu granicy między Meksykiem a Stanami Zjednoczonymi po wojnie meksykańsko-amerykańskiej. Granica jest zdefiniowana jako jedna liga morska na południe od najbardziej wysuniętego na południe punktu zatoki.